# Alessandro Gavazzi
Alessandro Gavazzi (ur. 21 marca 1809 w Bolonii, zm. 9 stycznia 1889 w Rzymie) – włoski ksiądz, rewolucjonista, działacz patriotyczny i religijny.
Od 1840 przebywał w Rzymie. W 1849 został kapelanem włoskiej armii narodowej. Współpracował z Giuseppe Garibaldim. Od 1855 do 1859 pozostawał w Anglii, następnie, po powrocie do kraju, stanął na czele Chiesa libera. Jest autorem m.in.: Il Papa e il Congresso (1860) i L'Italia fedele alla religione dei padri (1866).